# Конингэм, Джордж, 3-й маркиз Конингэм
Джордж Генри Конингэм, 3-й маркиз Конингэм (англ. George Henry Conyngham, 3rd Marquess Conyngham; 3 февраля 1825 — 2 июня 1882) — британский пэр и военный, носил титул учтивости — граф Маунт-Чарльз с 1832 по 1876 год.

## Биография
Он родился 3 февраля 1825 года. Старший сын Фрэнсиса Натаниэля Конингэма, 2-го маркиза Конингэма (1797—1876), и леди Джейн Пэджет (1798—1876). Он был крещен в церкви Сент-Джеймс, Вестминстер. Джордж поступил в военную службу в чине корнета во 2-й драгунский полк 31 декабря 1844 года , 28 апреля 1848 года он стал корнетом и младшим лейтенантом 1-го полка лейб-гвардии. 19 октября 1850 года он был произведен в лейтенанты. Помимо своей военной карьеры, Маунт-Чарльз служил государственным стюардом лорда-лейтенанта Ирландии (лорда Кларендона) с 1847 по 1852 год.
Граф Маунт-Чарльз был произведен в капитаны 1-го лейб-гвардии 4 августа 1854 года, 24 августа 1861 года майор Джордж Генри Конингэм был произведен в подполковники. Он одновременно служил в йомене, став капитаном конных стрелков Королевского Ист-Кента 20 апреля 1859 года, майором 24 июня 1862 года и подполковником-комендантом 2 февраля 1863 года . 24 августа 1866 года ему было присвоено звание полковника, а 13 июня 1868 года он получил половинную зарплату. Затем он был шталмейстером королевы с 1870 по 1872 год, когда его сделали дополнительным шталмейстером.
17 июля 1876 года он стал преемником своего отца в качестве маркиза Конингэма в пэрстве Ирландии и барона Минстера в пэрстве Соединенного Королевства, а 2 июля 1877 года он занял свое место в Палате лордов Великобритании, будучи членом либеральной партии. Как и его отец, он занимал должность вице-адмирала Ольстера . Он был произведен в генерал-майоры 1 октября 1877 года и вышел в отставку в почетном звании генерал-лейтенанта 1 октября 1881 года.
Маркиз Конингэм умер в возрасте 57 лет 2 июня 1882 года на Белгрейв-сквер, Вестминстер, Лондон. Он был похоронен в Патриксборне, графство Кент. Его вдова умерла в Маунте, Аскот, 28 ноября 1907 года и была похоронена 3 декабря в Бифроне.

## Семья
17 июня 1854 года Джордж Конингэм женился на леди Джейн Сент-Мор Бланш Стэнхоуп (14 мая 1833 — 28 ноября 1907), единственной дочери и наследнице Чарльза Стэнхоупа, 4-го графа Харрингтона (1780—1851), и Мэри Фут (1798—1867). У них было семеро детей:
- Леди Бланш Конингэм (1856 — 13 апреля 1946), не замужем.
- Генри Фрэнсис Конингэм, 4-й маркиз Конингэм (1 октября 1857 — 28 августа 1897), который женился на достопочтенной Фрэнсис Элизабет Сара Эвелей-де-Молейнс, дочь Дейролла Эвелей-де-Молейнса, 4-го барона Вентри. У них было семеро детей.
- Леди Констанс Августа Конингэм (1859 — 14 июня 1941), которая вышла замуж за Ричарда Генри Комба (1859—1939), правнука лорда-мэра Лондона Харви Кристиана Комба. У них был один сын и четыре дочери, одна из которых вышла замуж за майора достопочтенного. Фрэнсиса Эдварда Нидэма, сын Фрэнсиса Нидэма, 3-го графа Килмори.
- Леди Джейн Сеймур Конингэм (1860 — 30 октября 1941), которая вышла замуж за капитана Кристиана Комба (1858—1940), брат Ричарда, мужа её сестры. У них было четверо детей, включая их сына Генри, который женился на дочери Руперта Чарльза Скотта, 7-го графа Клонмелла.
- Леди Элизабет Мод Конингэм (1862 — 27 мая 1949), которая вышла замуж за капитана Фредерика Уильяма Рамсдена, внука сэра Джона Рамсдена, 4-го баронета и правнука Эдварда Лоу, 1-го барона Элленборо. У них было четверо детей, в том числе Чарльз Рамсден (1888—1958), который в 1922 году женился на Наталии Пыхачевой (1879—1945), внучке министра юстиции России Дмитрия Николаевича Набокова.
- Леди Флоренс Конингэм (1866 — 28 января 1946), которая вышла замуж за лейтенанта Бертрама Франкленда Франкленда-Рассела-Эстли (1857—1904), внука по отцовской линии сэра Джейкоба Эстли, 5-го баронета, а по материнской линии — сэра Роберта Франкленда-Рассела, 7-го баронета, и Луизы Энн Мюррей, дочери епископа Сент-Дэвидского лорда Джорджа Мюррея. У них были сын Генри и дочь Олив, которая вышла замуж за Джорджа Гренвилла Фортескью, внука адмирала сэра Уильяма Легга Хоста, 2-го баронета, и правнука Хью Фортескью, 1-го графа Фортескью, и Дадли Райдера, 1-го графа Харроуби. В 1905 году вторым мужем леди Фрэнсис стал подполковник достопочтенный Клод Хиткоут-Драммонд-Уиллоуби (1872—1950), сын Гилберта Генри Хиткоута-Драммонда-Уиллоуби, 1-го графа Анкастера.
- Капитан  лорд Чарльз Артур Конингэм (1 февраля 1871 — 7 марта 1929), 1-я жена с 1899 года Лена Барбара Морган (? — 1902), 2-я жена с 1905 года Энни Брюэр Морган (? — 1955), но детей не имел.

## Титулатура
- 3-й маркиз Конингэм с 17 июля 1876 года
- 3-й граф Конингэм с 17 июля 1876 года
- 3-й граф Маунт-Чарльз с 17 июля 1876 года
- 5-й барон Конингэм из Маунт-Чарльза, графство Донегол с 17 июля 1876 года
- 3-й барон Минстер из Минстер-Эбби, графство Кент с 17 июля 1876 года
- 3-й виконт Маунт-Чарльз с 17 июля 1876 года
- 3-й виконт Конингэм из Маунт-Чарльза, графство Донегол с 17 июля 1876 года.
- 3-й виконт Слейн с 17 июля 1876 года